# Голосіївський районний суд

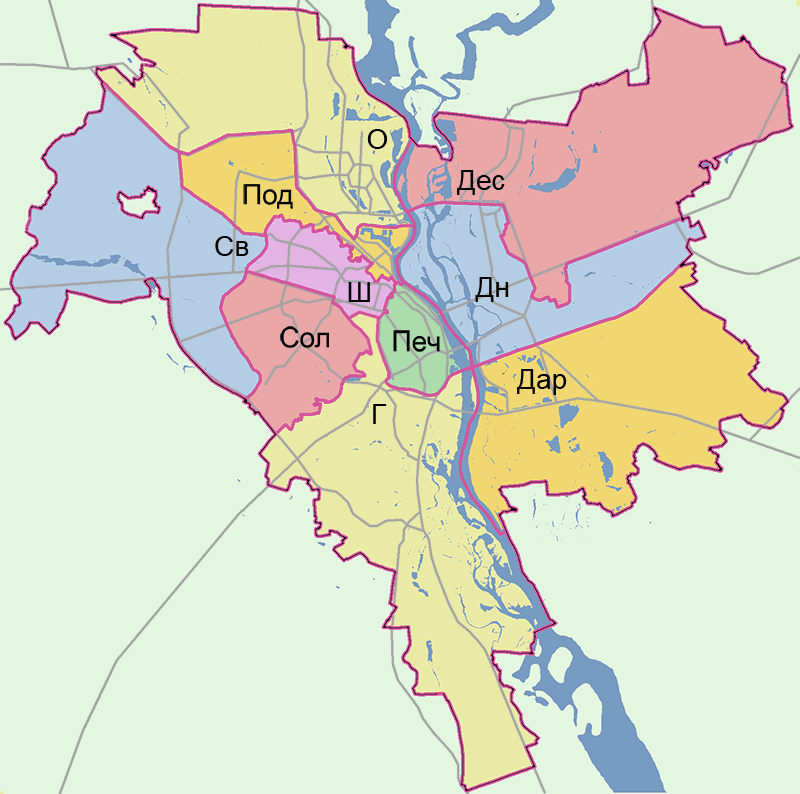
Г — Голосіївський район

Голосіївський районний суд міста Києва — загальний суд першої інстанції, юрисдикція якого поширюється на Голосіївський район столиці України — міста Києва.
Згідно з судовою реформою, передбачається ліквідація районних судів та створення замість них окружних. 29 грудня 2017 року видано Указ Президента України, яким Голосіївський районний суд ліквідовано, а на його місці створений Третій окружний суд міста Києва. Проте, на даний час Указ не реалізований.

## Структура
У суді 117 штатних посад, зокрема 26 суддів.

## Керівництво
Голова суду — Чередніченко Наталія Петрівна
 Заступник голови суду — Шевченко Тетяна Миколаївна
 Керівник апарату — Щербак Артем Валерійович.

## Резонанс
- 25 грудня 2002 — вирок учасникам кампанії протестів «Україна без Кучми».
- У травні 2011 року суд, розглянувши позов доньки режисера фільму «У бій ідуть лише «старі»» Мар'яни Бикової, визнав, що колоризація фільму була незаконною і заборонив прокат кольорової версії стрічки. Творці кольорового варіанту мають вибачитися перед ріднею Леоніда Бикова та сплатити символічний штраф в одну гривню[5][6].
- 2 жовтня 2012 — вирок у Справі Павліченків.
- На початку квітня 2016 коктейлями Молотова спалили кабінет судді, який головував у резонансному процесі над російськими військовими Александровим і Єрофеєвим[7].
- 30 травня 2016 у справі «Ірина Верігіна проти Російської Федерації» в якості заходу забезпечення позову накладено арешт на виплату кредиту в розмірі 3 мільярдів доларів США[8], отриманого Україною від Російської Федерації за часів режиму Януковича у 2013 році, та відсотків по ньому.
- 6 лютого 2019 — скасування арешту вертолітного майданчика екс-президента України — втікача Віктора Януковича[9].